# Ceratinopsis watsinga
Ceratinopsis watsinga là một loài nhện trong họ Linyphiidae.
Loài này thuộc chi Ceratinopsis. Ceratinopsis watsinga được Ralph Vary Chamberlin miêu tả năm 1949.